# فرانك سولاي
فرانك سولاي (بالإنجليزية:Frank Sully) ولد في 17 يونيو 1908 - 17 ديسمبر 1975) ممثل أمريكي ظهر في 240 فيلم تقريبا بين عامي  1930 وعام  1968 شارك في العدير من الأفلام أبرزها عناقيد الغضب (فيلم) عام 1940.

## وفاته
توفي في 17 ديسمبر في buried in Forest Lawn Memorial Park في لونغ بيتش (كاليفورنيا)

## وصلات خارجية
- فرانك سولاي على موقع IMDb (الإنجليزية)
- فرانك سولاي على موقع ألو سيني (الفرنسية)
- فرانك سولاي على موقع أول موفي (الإنجليزية)
- فرانك سولاي على موقع قاعدة بيانات الأفلام السويدية (السويدية)
- فرانك سولاي على موقع قاعدة بيانات الفيلم (الإنجليزية)
- فرانك سولاي على موقع كينوبويسك (الروسية)